# Parafia św. Walentego w Klewkach
Parafia świętego Walentego w Klewkach – parafia rzymskokatolicka znajdująca się w archidiecezji warmińskiej, w dekanacie Olsztyn V – Kormoran.